# Eurogrupo

A União Económica e Monetária da UE:
Países da Zona Euro
Países da ERM II
Outros países da UE
Estados fora da UE que adoptaram unilateralmente o Euro

O Eurogrupo é um grupo informal que reúne os ministros das Finanças dos Estados-Membros da União Europeia cuja moeda oficial é o euro, e que visa estreitar a coordenação das suas políticas económicas.
Presentemente, o grupo conta com dezanove membros e o seu presidente é Paschal Donohoe. 
Foi criado pelo Conselho Europeu, em 13 dezembro de 1997, e as suas reuniões realizam-se na véspera das reuniões do Conselho dos Assuntos Económicos e Financeiros (ECOFIN), formação do Conselho que reúne os Ministros das Finanças dos Estados-Membros da União Europeia (UE). Além do Presidente e dos membros, também a Comissão (representada normalmente pelo Comissário Europeu de Assuntos Económicos e Monetários) e o Banco Central Europeu, participam nas reuniões. 
A primeira reunião teve lugar no Palácio de Senningen, no Luxemburgo, a 4 de junho de 1998. 
O Eurogrupo tem como funções "debater questões relacionadas com as responsabilidades específicas que partilham em matéria de moeda única". O seu papel ganhou especial relevo na adoção de medidas tendentes a resolver os problemas surgidos na área do euro na sequência das crises financeiras que, depois de 2010, afetaram sobretudo a Grécia, a Irlanda, Portugal e Chipre.
O Eurogrupo prepara também as Cimeiras do Euro, a nível de Chefes de Estado e/ou de Governo, presididas pelo Presidente do Conselho Europeu, e dá seguimento às decisões dessas cimeiras.
O Eurogrupo é assessorado pelo Secretariado-Geral do Conselho da União Europeia.

## Presidente

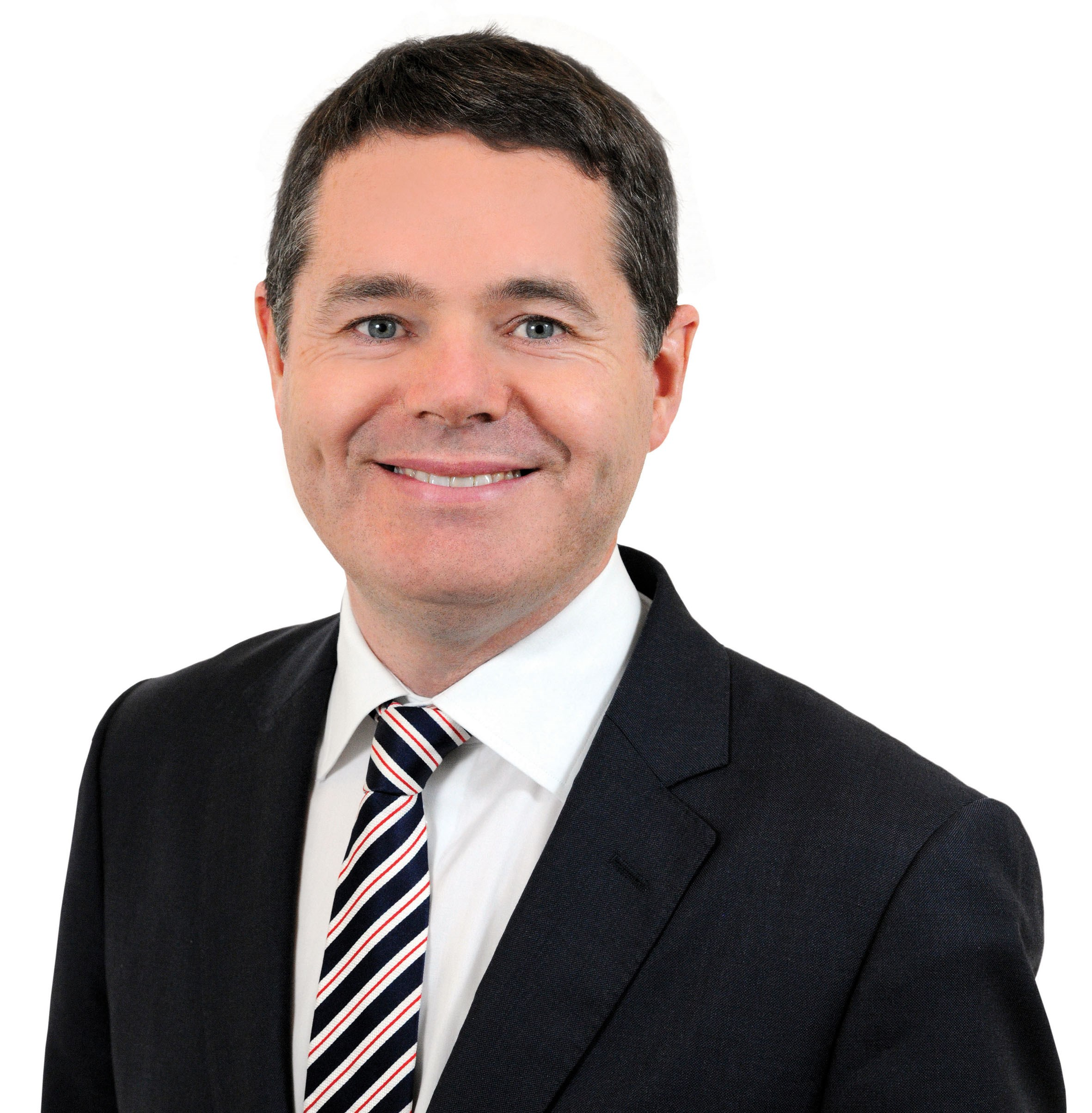
Presidente do Eurogrupo, Paschal Donohoe

Até 2005, o Eurogrupo era presidido pelo Ministro do estado-membro que estivesse a presidir o Conselho da União Europeia ou, se esse Estado não fizesse parte da Zona Euro, pelo Ministro do Estado que ia assumir a presidência seguinte. No ECOFIN informal de Scheveningen de 11 de setembro de 2004, os ministros das finanças decidiram introduzir o princípio de uma presidência estável do Eurogrupo por um período de dois anos.
O então primeiro-ministro e ministro das finanças do Luxemburgo e atual Presidente da Comissão Europeia, Jean-Claude Juncker, foi o primeiro presidente permanente do Eurogrupo, de 1 de janeiro de 2005 a 31 de dezembro de 2009. Foi sucessivamente reconduzido no seu mandato, tendo assegurado a presidência permanente até 21 de janeiro de 2013.
Jeroen Dijsselbloem foi eleito segundo Presidente do Eurogrupo em 21 de janeiro de 2013, tendo sido reeleito em 13 de julho de 2015 para um segundo mandato de dois anos e meio que terminou a 12 de janeiro de 2018.
Mário Centeno, ministro das finanças de Portugal, foi eleito Presidente do Eurogrupo a 4 de dezembro de 2017. O seu mandato teve início em 12 de janeiro de 2018 e cessou em 12 de julho de 2020.
O atual Presidente do Eurogrupo, Paschal Donohoe, ministro das finanças irlandês, foi eleito para o cargo em 9 de julho de 2020 e iniciou o seu mandato em 13 de julho de 2020.

### Países dos Presidentes do Eurogrupo
- Luxemburgo: Jean-Claude Juncker (1 de Janeiro de 2005 a 21 de Janeiro de 2013)
- Países Baixos: Jeroen Dijsselbloem (21 de Janeiro de 2013 a 12 de Janeiro de 2018)
- Portugal: Mário Centeno (12 de Janeiro de 2018 - 12 de julho de 2020)
- Irlanda: Paschal Donohoe (13 de julho de 2020 - )